# Zámek Clos Lucé
Zámek Clos Lucé se nachází ve městě Amboise v departementu Indre-et-Loire, region Centre-Val de Loire, asi 500 metrů od zámku Amboise s nímž má podle legendy podzemní spojení. Kombinuje cihlové zdivo se stavebními prvky z bílého vápence.
Zámek byl postaven Étiennem le Loup v polovině 15. století. V roce 1490 ho koupil francouzský král Karel VIII. pro svoji manželku Annu Bretaňskou. Později ho používal král František I. a jeho sestra Markéta Navarrská, která zde začala psát svou knihu Heptameron.
V roce 1516 pozval do Clos Lucé František I. Leonarda da Vinci, který si s sebou přinesl tři obrazy: Mona Lisa, Svatá rodina se svatou Annou a Svatý Jan Křtitel. Žil zde tři roky až do své smrti 2. května 1519.
Dnes je v Clos Lucé Muzeum Leonarda da Vinci, které je kromě svědectví z dějin regionu věnováno hlavně projektům, četným modelům a kopiím jeho obrazů i citátům z poznámek.